# Fabrizio Verospi
Fabrizio Verospi (né en 1571 à Rome, alors capitale des États pontificaux et mort dans la même ville le 27 janvier 1639) est un cardinal italien du XVIIe siècle. Il est l'oncle du cardinal Girolamo Verospi (1641).

## Biographie
Fabrizio Verospi étudie à l'université de Bologne. Il est notamment auditeur à la ville de Fermo, référendaire au tribunal suprême de la Signature apostolique, gouverneur de Césène, gouverneur de Fermo, clerc à la Chambre apostolique et auditeur à la Rote romaine. Il est nonce extraordinaire à Vienne dans le cadre de  l'arrestation du cardinal autrichien Melchior Klesl. Il est gouverneur de Pérouse en Ombrie en 1623-1627.
Il est créé cardinal par le pape Urbain VIII lors du consistoire du 30 août 1627. Le cardinal Verospi est nommé préfet de la Congrégation du Concile en 1627.